# San Andres (Catanduanes)
San Andres é um município de  terceira classe de renda municipal (d) na província Catanduanes, nas Filipinas. De acordo com o censo de 1 de maio  de  2020 possui uma população de 38 480 pessoas e 8 843 domicílios.